# Mälgi (Elva)
Mälgi est une localité de la commune d'Elva, en Estonie.
Au 31 décembre 2011, il compte 72 habitants.